# Inaltera

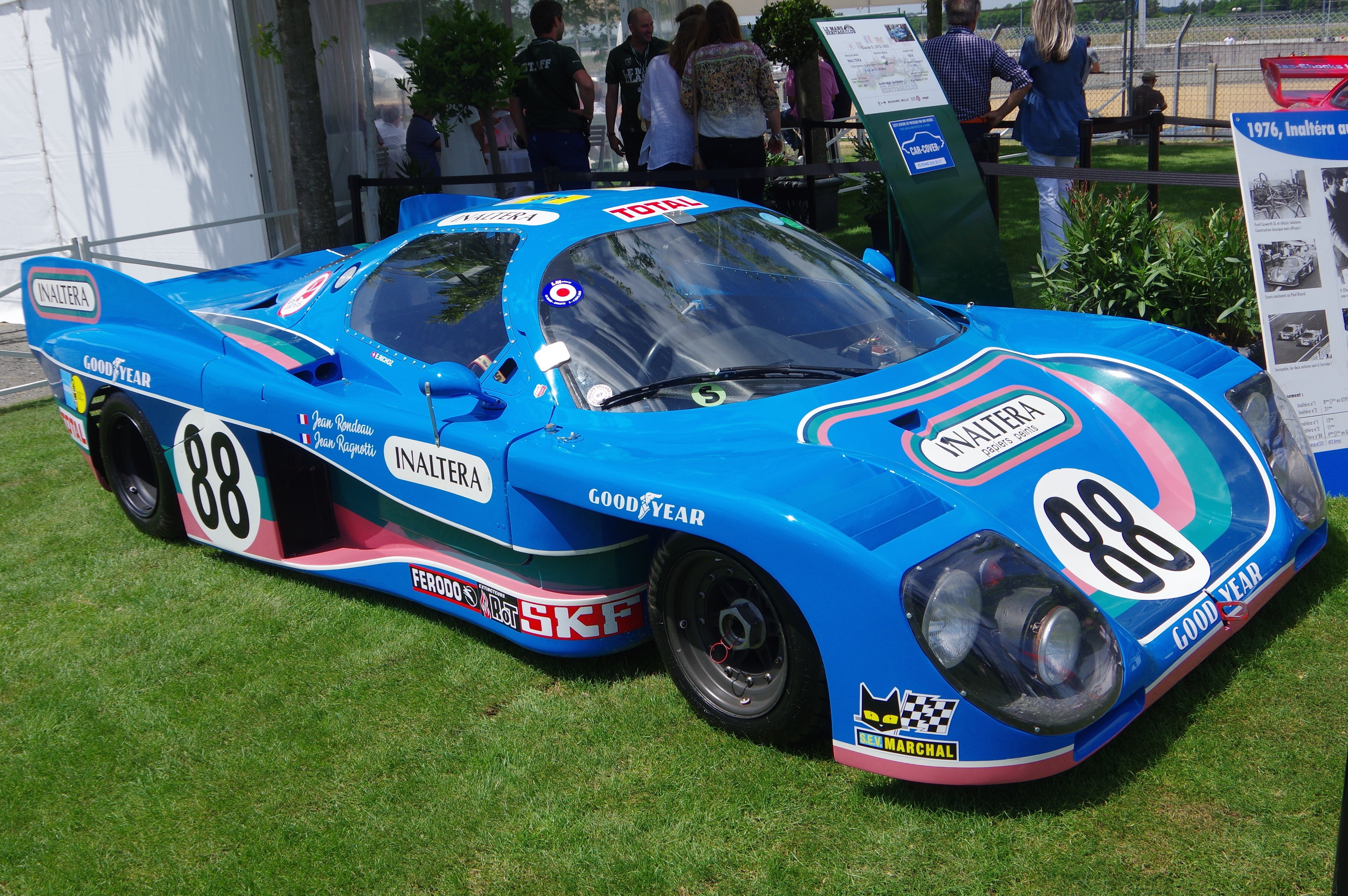
L'Inaltera LM al Musée de l'Automobile di Le Mans

Inaltera fu un costruttore francese che partecipò alla 24 Ore di Le Mans 1976 e 1977 ottenendo la vittoria di Classe GTP in entrambe le edizioni.

## Storia agonistica
Quando alla fine del 1974 la Matra annunciò il suo ritiro dalle competizioni dopo aver vinto per tre volte di seguito la 24 Ore di Le Mans, i tifosi transalpini si ritrovarono senza valide alternative su cui dirottare il proprio entusiasmo. La gara del 1975 fu un affare fra i team inglesi Gulf-Mirage e Lola, con le loro vetture spinte da motori Ford Cosworth DFV a dettar legge. L'unica reale antagonista era l'Alfa Romeo Tipo 33, spinta da un motore boxer a 12 cilindri. Seppur completamente differenti sotto il punto di vista delle scelte tecniche, sia gli inglesi che gli italiani peccavano in affidabilità, ma alla fine una delle Mirage resistette fino alla vittoria finale.
Nel 1975 ci si stava sforzando per iscrivere di nuovo una vettura francese alla corsa dell'anno successivo. Vi erano due progetti paralleli: il primo aveva per protagonista l'ex-pilota Jean Rondeau, l'altro era guidato dal progettista Peugeot Gérard Welter. I progetti erano accomunati dall'idea di realizzare uno Sport Prototipo con carrozzeria chiusa da iscrivere nella nuova classe Gran Turismo prototipo (GTP), concepita per quell'anno dall'ACO per vetture coupé, in contrapposizione alle barchette del Gruppo 6 della FIA, e spinto dal motore V6 PRV (Peugeot, Renault e Volvo), di 2.7 litri. Derivato dalla serie, non era potente quanto il Cosworth derivato dalla Formula Uno, ma era francese e tanto bastava per destare l'interesse di potenziali finanziatori. Ma il successo ottenuto dalla Mirage convinse Rondeau dell'affidabilità del motore britannico, sicché rinunciò al V6 PRV.
La decisione lo privò delle sponsorizzazioni delle aziende francesi che invece continuarono a supportare il progetto di Welter, ma un'ingegnosa idea gli permise di salvaguardare il futuro: firmò un grosso accordo di sponsorizzazione con l'Inaltera, un'azienda che produceva carta da parati, che prevedeva addirittura che il team iscrivesse le vetture sotto il marchio Inaltera. A supporto di tale sforzo organizzativo, dal settembre 1975 il plurivittorioso pilota Vic Elford (appena ritiratosi dalle corse) fu coinvolto nella preparazione e gestione in pista della squadra. La decisione di Rondeau di passare al motore inglese non era stata vista di buon occhio, e l'accordo con l'Inaltera fu argomento di accesi dibattiti in Francia. All'arrivo del team Inaltera a Le Mans nel 1976, l'emittente televisiva francese TF1 ordinò ai suoi commentatori di non nominare il marchio dello sponsor e di conseguenza il nome della vettura.
Intorno al motore Cosworth, Rondeau realizzò un telaio a traliccio di tubi d'acciaio, con scatolati di alluminio come rinforzi. Le sospensioni a quadrilatero deformabile su tutte le ruote erano un classico. I dischi anteriori autoventilanti prodotti dalla Lockheed avevano dimensioni imposte dal regolamento, che prevedeva il diametro massimo dei cerchi ruota nella misura di 13", mentre quelli posteriori erano montati all'uscita del differenziale, anziché sulle ruote, per ridurre le masse non sospese. L'ufficio di progettazione francese Bureau de Design Ovale disegnò una carrozzeria coupé molto filante, dotata di grandi prese d'aria NACA su entrambi i lati, oltre agli ultimi ritrovati aerodinamici. La stabilità alle alte velocità era garantita dalle due pinne poste su entrambi i lati dell'ampia coda.

## Risultati sportivi
Le due vetture iscritte alla 24 Ore di Le Mans 1976 e denominate Inaltera LM erano state allestite praticamente nel giardino di Rondeau. L'arrivo delle Porsche 936 sovralimentate mise fuori dai giochi tutte le vetture spinte da motori aspirati ma, sebbene avesse tagliato il traguardo con un distacco di 44 giri dalla vincitrice, l'Inaltera di Henri Pescarolo e Jean-Pierre Beltoise vinse la classe GTP. Tale risultato fu ripetuto l'anno dopo, con un clamoroso quarto posto finale alle spalle di tre vetture sovralimentate. Alla fine dello stesso anno la società Inaltera fu venduta e i nuovi proprietari, poco interessati alle corse, sciolsero la squadra corse.

## Il dopo-chiusura
Le tre vetture costruite e tutti i relativi ricambi furono vendute a Heini Mader, un tecnico svizzero noto nell'ambiente delle corse come preparatore di motori. Rondeau si tenne i progetti della vettura, il che gli permise di realizzare una nuova vettura a cui diede il proprio nome, con la quale nel 1980 riuscì a conquistare la vittoria assoluta a Le Mans. Mader tenne per sé i motori, ma vendette le auto a 3 piloti privati svizzeri. Solo dopo questo passaggio di proprietà le vetture ricevettero il numero di telaio e, per complicare le cose, all'ultima vettura completata fu assegnato il numero 1. Solo la seconda auto completata, denominata Telaio numero 3, gareggiò ancora a Le Mans con i colori dell'André Chevalley Racing: ottenne il 13º posto finale e il 2º di Classe GTP nel 1978. Probabilmente la Chevalley Racing acquistò anche il Telaio numero 1.
Tutte e tre gli esemplari rimasero in Svizzera per molti anni. Il proprietario del Telaio numero 1 ebbe l'idea di convertirlo in un'auto stradale estrema. Vi rimontò un motore Cosworth e ridipinse la vettura coi colori della BMW, poiché gestiva il concessionario BMW locale, ma in seguito la ripristinò completamente. Alla fine acquistò e restaurò anche le altre due automobili. Quella con cui ha corso Jean Rondeau è stata venduta al dipartimento francese di La Sarthe, che ogni anno ospita la gara di Le Mans.

### Foto
- Galleria fotografica dell'Inaltera (a fondo pagina) e di altri sportprototipi degli anni settanta, su gurneyflap.com.
- Foto della Inaltera e della Porsche 936 su Flickr.com, su flickr.com.
- Foto della Inaltera in pista su dscphotos.com, su dscphotos.com.
- Foto della Inaltera ai box su dscphotos.com, su dscphotos.com.
- Foto della Inaltera a cofano aperto su dscphotos.com, su dscphotos.com.